# 기독교적 실존주의
기독교적 실존주의 ( Christian existentialism ) 란 기독교 신학을 접근하는 하나의 방식으로 실존주의적인 해석과 관점을 갖는 철학적 운동이다.  대표적인 철학자는 쇠렌 키르케고르이며 실존주의의 아버지라고 불린다.

## 쇠렌 키르케고르의 주제
키에르케고르는 우주를 근본적으로 역설적으로 보았다.  그 중에 가장 큰 역설은 초월적인 신과 인간의 연합을 의미하는 예수 그리스도의 사람됨이다.  또한 그는 신과의 개인적인 관계를 갖는 것이 모든 도덕, 사회 구조, 공동체의 규범을 앞선다고 보았다.  그러므로 사회적인 활동들은 필연적으로 개인에 의해 만들어진 인격적인 미적 선택사항으로 보았다.

## 대표적인 인물들
기독교적 실존주의자들은 다음과 같다.
- 폴 틸리히
- 루돌프 불트만
- 롤로 메이
- 카를 야스퍼스
- 표도르 도스토옙스키

## 같이 보기
- 기독교 아나키즘
- 기독교 인문주의
- 기독교 철학
- 의미 (실존)
- 신정통주의
- 후기 자유주의 신학
- 전제주의 변증학
- 세속화 신학